# Ariana DeBose
Ariana DeBose (North Carolina, 25 januari 1991) is een Amerikaanse actrice, zangeres en danseres. DeBose won in 2022 de Oscar voor beste vrouwelijke bijrol voor haar rol als Anita in West Side Story (2021).

## Biografie
Ariana DeBose werd in 1991 geboren in North Carolina. Haar moeder, Gina DeBose, is een onderwijzeres. Haar vader is van Afrikaans-Puerto Ricaanse afkomst. Daarnaast is ze ook gedeeltelijk van Italiaanse afkomst. Ze stopte haar schoolstudies om haar droom als actrice en danseres na te jagen.

## Carrière
DeBose brak in 2009 door met haar deelname aan de Amerikaanse versie van So You Think You Can Dance. Nadien had ze ook een kleine dansrol in de soapopera One Life to Live. In de daaropvolgende jaren speelde DeBose mee in bekende musicals als Hairspray, Bring It On en Company.
In 2013 vertolkte ze zangeres Mary Wilson in de musical Motown, over het gelijknamig platenlabel. Daarnaast was ze ook de understudy voor het personage Diana Ross. Ze verliet de productie uiteindelijk om Éponine te kunnen vertolken in een opvoering van Les Misérables.
Begin 2015 verliet ze de productie Pippin om mee te kunnen werken aan de off-Broadwayversie van Hamilton. DeBose vertolkte het personage Bullet. De musical verhuisde nadien naar Broadway en werd een enorm succes. In juli 2016 verliet ze de productie. Dat jaar maakte ze haar tv-debuut met een gastrol in de aflevering "The Road to Hell" van de politieserie Blue Bloods.
Eind 2017 speelde ze het hoofdpersonage Donna Summer in de musical Summer: The Donna Summer Musical. Een jaar later deed ze de rol nog eens over voor de Broadway-versie van de musical. De rol leverde haar een Tony Award-nominatie op in de categorie voor beste actrice in een musical.
In 2020 vertolkte ze de rol van Alyssa Green in de door Netflix verfilmde en gelijknamige Broadwaymusical " The Prom" van Matthew Sklar, Chad Beguelin en Bob Martin.
In 2021 vertolkte ze de rol van Anita in het door Steven Spielberg geregisseerde musicaldrama West Side Story (2021). Ze won voor deze rol onder andere een Golden Globe, een BAFTA en een Academy Award.

## Filmografie

### Film
- Seaside (2018)
- The Prom (2020)
- West Side Story (2021)
- Once Upon a Studio (2023) - als Asha (stem)
- Wish (2023) - als Asha (stem)
- I.S.S. (2023) - Dr. Kira Foster
- Argylle (2024) - Keira

### Televisie
- Blue Bloods (2016)

### Broadway
- Bring It On (2011–2012)
- Motown: The Musical (2013)
- Pippin (2014)
- Hamilton: An American Musical (2015)
- A Bronx Tale (2016)
- Summer: The Donna Summer Musical (2017–2018)